# Chybie (gmina)
Chybie – gmina wiejska w południowym województwie śląskim, w północno-wschodniej części powiatu cieszyńskego. Siedziba gminy to Chybie.
Według danych z 31 grudnia 2013 Chybie miało 9542 mieszkańców. Powierzchnia wynosi 32 km². Natomiast według danych z 31 grudnia 2017 roku gminę zamieszkiwało 9741 osób.

## Położenie

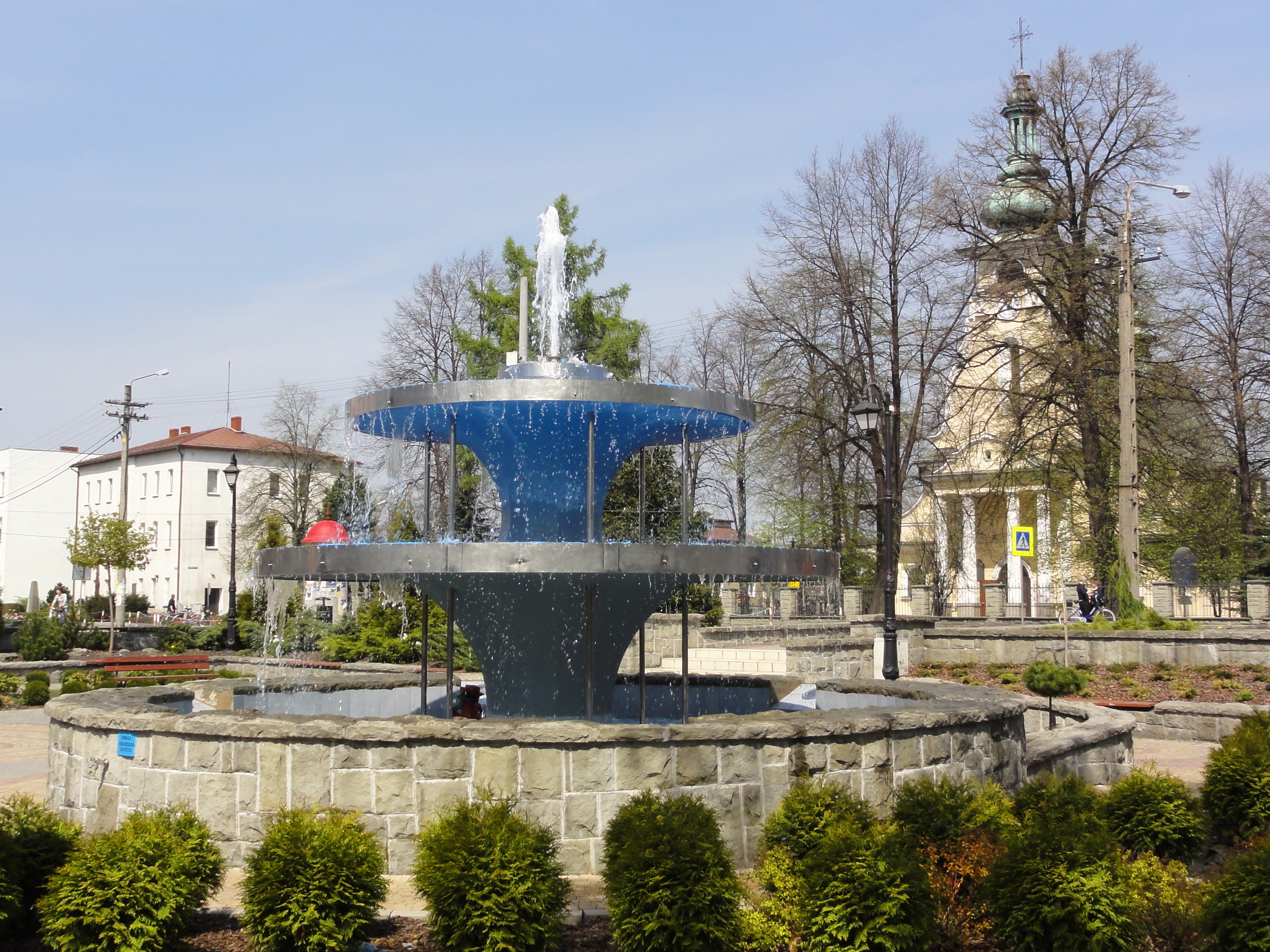
Fontanna w Chybiu

Gmina Chybie położona jest w Kotlinie Oświęcimskiej na średniej wysokości terenu – 254 m n.p.m. Od północy graniczy z gminą Goczałkowice-Zdrój (poprzez Zbiornik Goczałkowicki), od zachodu z gminą Strumień, od wschodu z gminą Czechowice-Dziedzice, od południowego wschodu z gminą Jasienica, a od południa z gminą Skoczów.

## Klimat
Gmina leży w strefie klimatu umiarkowanego ciepłego przejściowego. Średnia roczna ilość opadów wynosi 883 mm. Cechą charakterystyczną klimatu gminy jest przewaga wiatrów SW i S. Średnia roczna temperatura wynosi +8 °C. Natomiast w okresie letnim +16 °C. Okres wegetacyjny wynosi od 200 do 220 dni. Gmina Chybie jest najczęściej pod wpływem mas powietrza polarno-morskiego (około 75% dni w roku) oraz kontynentalnego (około 25% dni w roku), ponadto charakteryzuje ją również zwiększona wilgotność powietrza oraz częste mgły, które są spowodowane, graniczącym z gminą, Jeziorem Goczałkowickim.

## Struktura powierzchni
Według danych z roku 2002 gmina Chybie ma obszar 31,8 km², w tym:
- użytki rolne: 53%
- użytki leśne: 27%

Gmina stanowi 4,35% powierzchni powiatu.

## Demografia
W 1900 roku Chybie, Frelichów, Mnich, Zaborze (bez przysiółka Uchylany) i Zarzecze miały łączną powierzchnię 4522 ha (45,22 km²) a liczbę ludności 5237 (gęstość zaludnienia 115,8 os./km²) zamieszkałych w 596 budynkach, z czego 4794 (91,5%) było polsko-, 276 (5,3%) niemiecko- a 68 (1,3%) czeskojęzycznymi, 4873 (93%) było katolikami, 241 (4,6%) ewangelikami a 123 (2,3%) wyznawcami judaizmu. Do 1910 roku liczba budynków wzrosła do 624 a mieszkańców do 5437.

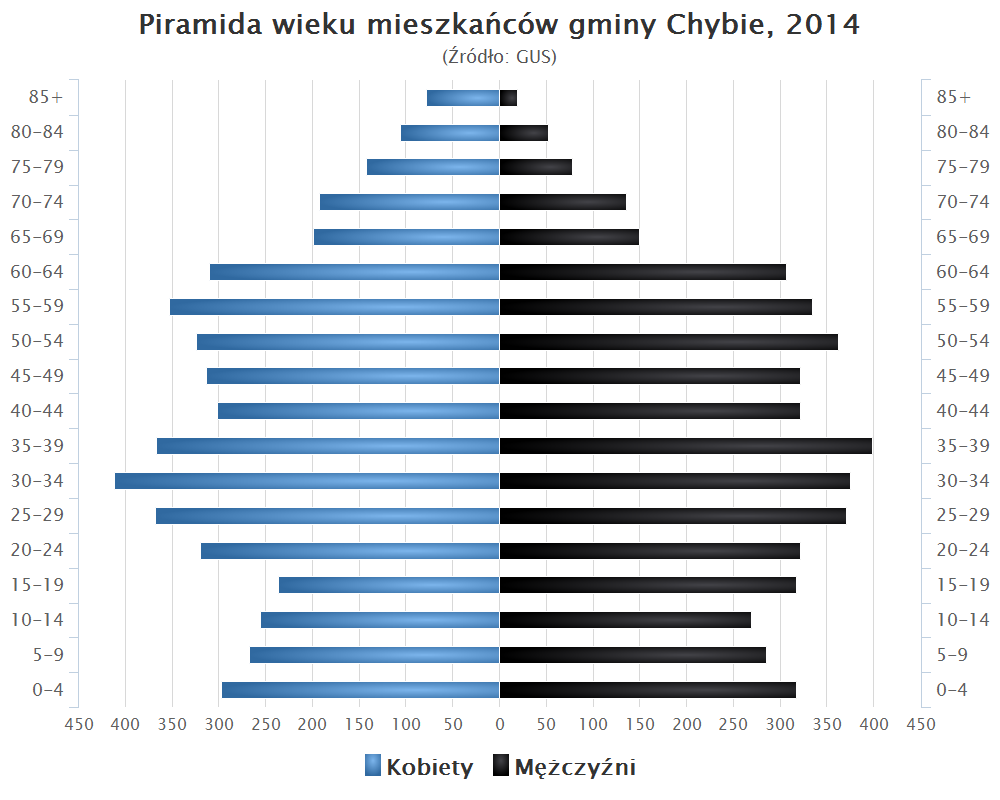
Piramida wieku mieszkańców gminy Chybie w 2014 roku

Dane z 31 sierpnia 2009:
| Opis                              | Ogółem | Ogółem | Kobiety | Kobiety | Mężczyźni | Mężczyźni |
| --------------------------------- | ------ | ------ | ------- | ------- | --------- | --------- |
| jednostka                         | osób   | %      | osób    | %       | osób      | %         |
| populacja                         | 9 285  | 100    | 4738    | 51      | 4547      | 49        |
| gęstość zaludnienia (mieszk./km²) | 283,4  | 283,4  | 144,8   | 144,8   | 138,6     | 138,6     |

## Historia
Robert Mrózek tłumaczy nazwę "chyb", jako "las wysoki z drzewem budulcowym". Natomiast etymologia ludowa, opierająca się na legendzie powiada, że złośliwemu księciu pszczyńskiemu, który chciał przegrodzić bieg Wisły, żeby zalać tutejsze tereny "chybiło" (zabrakło) wody.
Chybie po raz pierwszy wzmiankowane zostały na przełomie XVI i XVII wieku. Ze względu na położenie wśród mokradeł osadnictwo rozwijało się tu wolno. Przez ten czas Chybie i okoliczne tereny były ośrodkiem hodowli ryb (m.in. z sazana – dzikiej odmiany karpia – wyhodowano tu karpia królewskiego). W 1856 wybudowano jednotorową linię kolejową z Zebrzydowic do Czechowic – fragment Kolei Północnej. W 1880 oddano drugi tor tejże linii.
W latach 1882–1884 z inicjatywy Zarządu Komory Cieszyńskiej należącej do Arcyksięcia Fryderyka Habsburga wybudowano cukrownię. Od tego czasu datuje się znaczniejszy rozwój Chybia. Od 1969 działa tu jedyny w Polsce Amatorski Klub Filmowy "Klaps" – laureat wielu nagród i wyróżnień.
W latach 1975–1998 należała administracyjnie do województwa bielskiego.

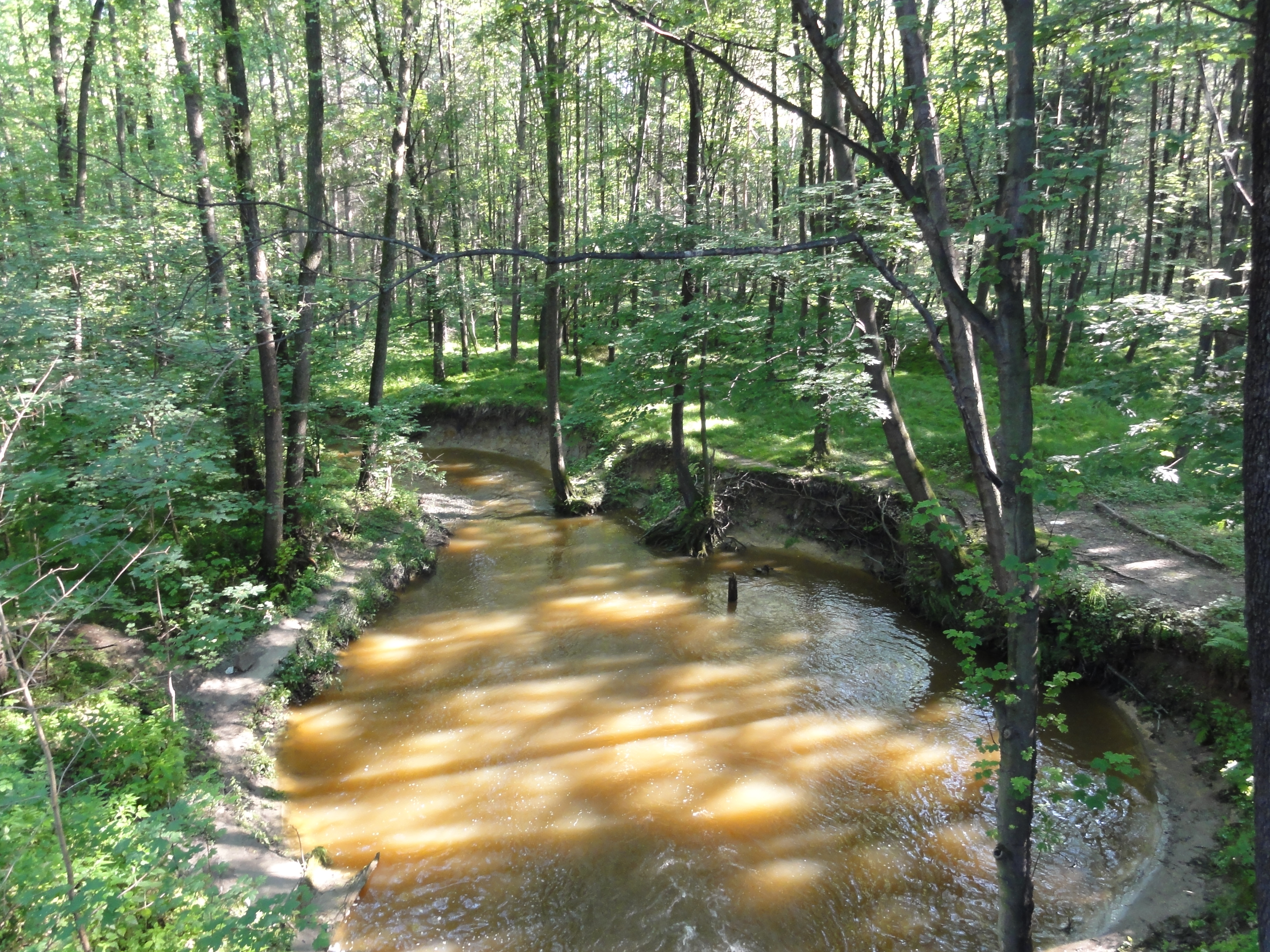
Potok Bajerka

## Sport
W Chybiu funkcjonuje Robotniczy Klub Sportowy Cukrownik założony w 1937 roku. Obecnie prowadzi dwie sekcje:
- piłki nożnej mężczyzn
- tenisa stołowego kobiet i mężczyzn

Obecnie tenisistki grają w I lidze (grupa południowa).
Udział w I lidze (grupa południowa):
- 2002 (debiut) - 7. miejsce na 8 drużyn (spadek po barażach)
- 2012 - 3. miejsce na 10 drużyn

Piłkarze obecnie grają w Lidze Okręgowej. Najwyższym osiągnięciem klubu w piłce nożnej był awans do III ligi w sezonie 1983/84. Niestety drużyna po sezonie 1984/85 spadła.
Klub ponownie ma aspiracje do zapisania się na kartach historii i walczy obecnie o awans do IV ligi.
W 2020 została rozwiązana sekcja gimnastyki sportowej.

## Kultura

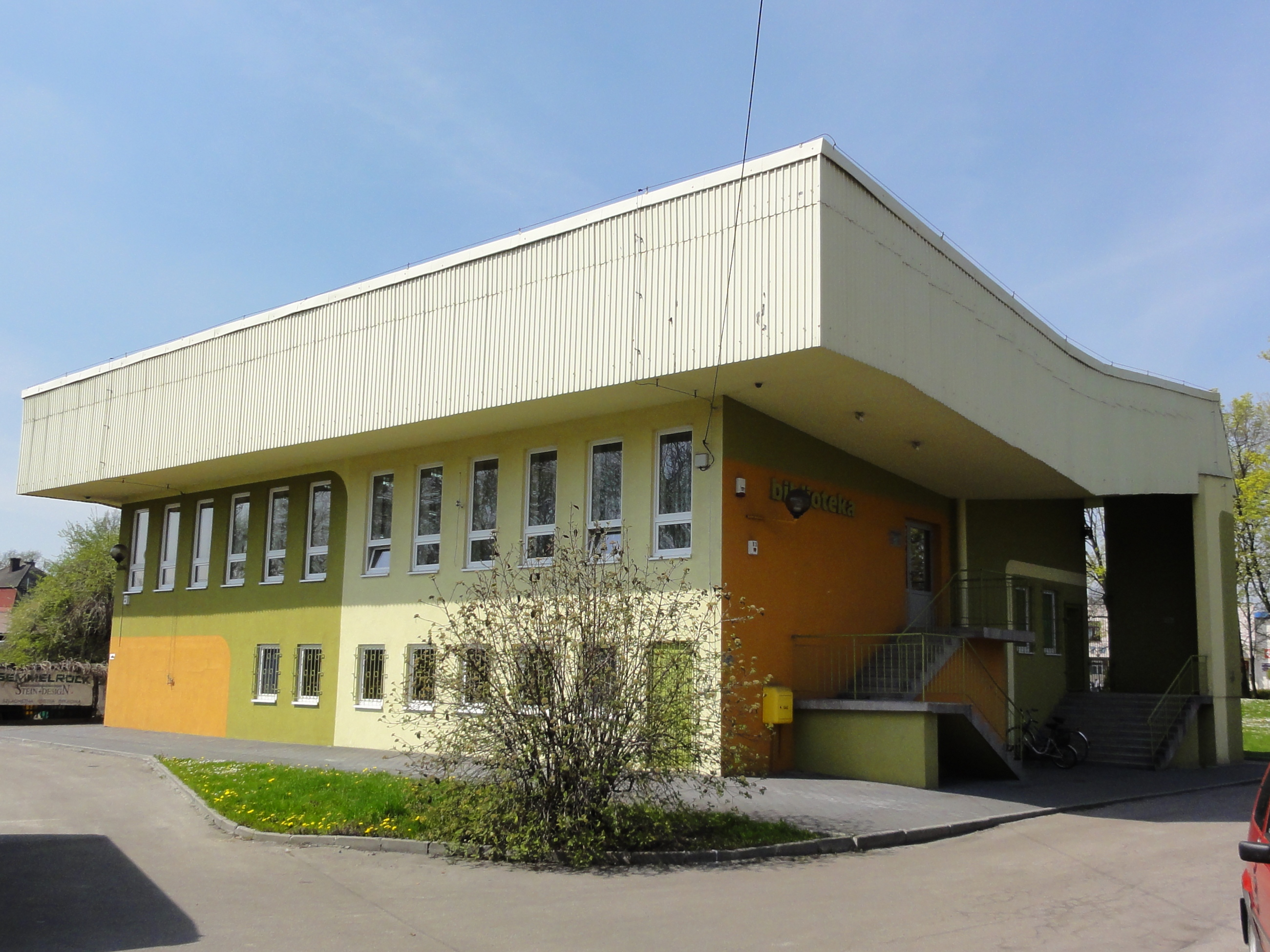
Biblioteka i GOK

Chybie posiada Gminną Bibliotekę Publiczną w centralnej części gminy oraz filię biblioteki w Zaborzu oraz prężnie działający Gminny Ośrodek Kultury.

### Dni Chybia
W ostatni weekend czerwca organizowane są dni Chybia tzw. Żabionalia. Przez kilka lat trwał do 4 dni, obecnie 2 dni. Organizowane od 1994 roku, przyciągają do gminy tysiące mieszkańców z okolicy, głównie z: Czechowic-Dziedzic, Cieszyna, Bielska-Białej, Jastrzębia-Zdroju, często również z regionu aglomeracji katowickiej. W ostatnich latach pojawiła się także spora grupa z Republiki Czeskiej, dzięki współpracy między Gminami Chybia i Těrlicko (Cierlicko).

## Media

### Prasa
Na terenie Chybia i okolic jest wydawana co 2 tygodnie w czwartki gazeta "Nowa Formacja", dodatkiem jest "Czas Skoczowa".

## Edukacja i nauka
W Chybiu znajdują się następujące placówki oświatowe:
- Przedszkole Publiczne w Chybiu
- Przedszkole Publiczne w Mnichu
- Szkoła Podstawowa nr 1 im. Józefa Piłsudskiego w Chybiu
- Szkoła Podstawowa nr 2 im. Ludwika Kobieli w Chybiu
- Szkoła Podstawowa im. Pawła Kojzara w Mnichu
- Zespół Szkolno-Przedszkolny w Zaborzu
- Niepubliczne Przedszkole Bajkowy Dworek w Chybiu

W latach 1999–2019 na terenie gminy funkcjonowały dwa gimnazja: jedno w Chybiu, drugie na Mnichu.

## Życie religijne
Kościoły katolickie:
- Kościół rzymskokatolicki - na terenie gminy Chybie znajdują się dwie parafie: Chrystusa Króla w Chybiu oraz Matki Sprawiedliwości i Miłości Społecznej w Zaborzu

Sanktuarium:
- Sanktuarium Matki Boskiej Gołyskiej

Inne:
- Zbór Kościoła Adwentystów Dnia Siódmego w Zaborzu

## Osoby związane z gminą Chybie
- Ludwik Kobiela
- Henryk Machalica
- Bogumił Kobiela
- Jan Kucz
- Franciszek Dzida

## Sołectwa

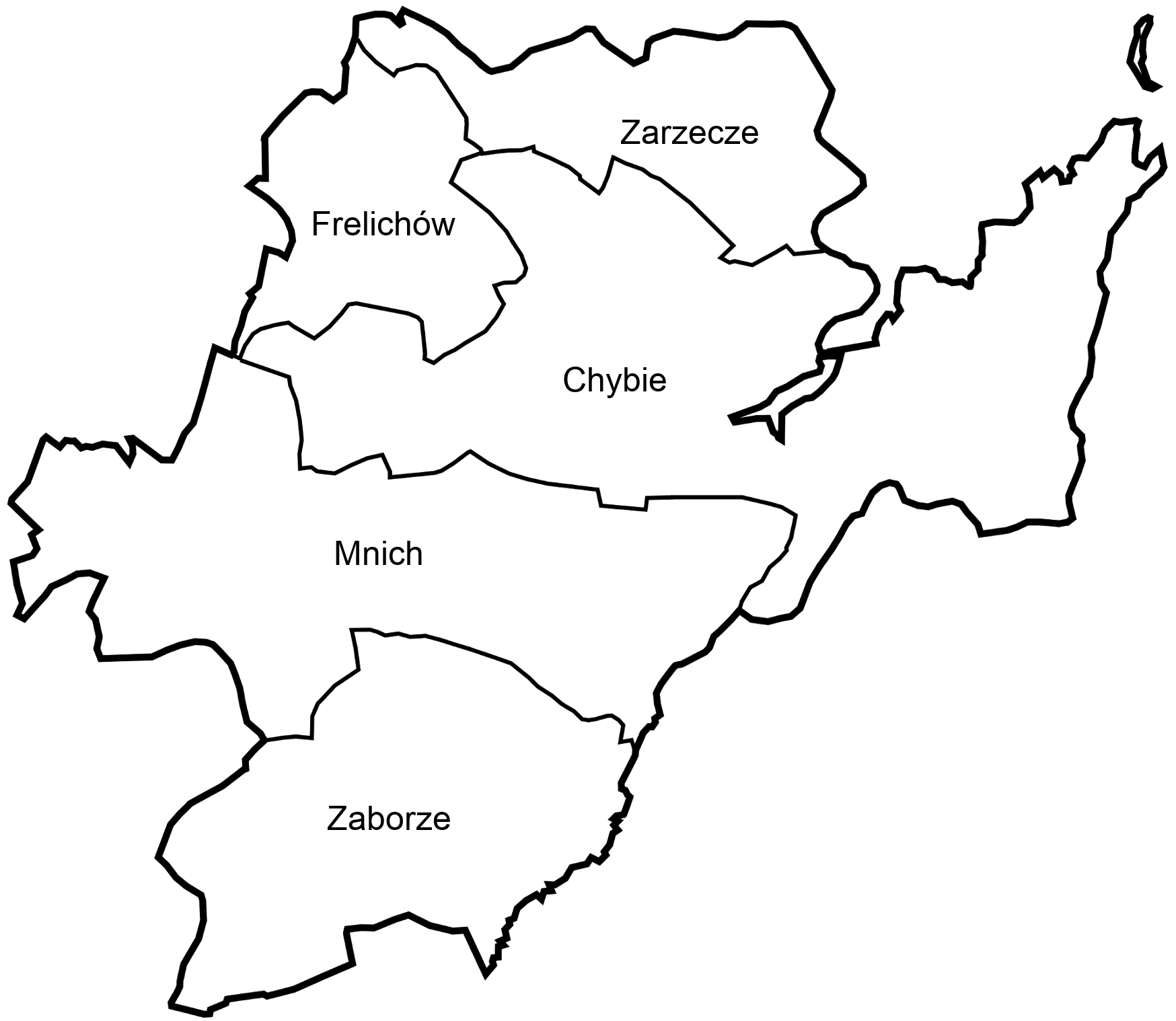
Sołectwa gminy Chybie

| Herb            | Sołectwo             | Powierzchnia (w ha) | Ludność (2012) | Gęstość zaludnienia (os./km²) | Położenie |
| --------------- | -------------------- | ------------------- | -------------- | ----------------------------- | --------- |
| herb Chybia     | Chybie (wieś gminna) | 1122                | 3903           | 347,9                         |           |
| herb Frelichowa | Frelichów            | 294                 | 627            | 213,3                         |           |
| herb Mnicha     | Mnich                | 835                 | 3622           | 433,8                         |           |
| herb Zaborza    | Zaborze              | 592                 | 1036           | 175                           |           |
| herb Zarzecza   | Zarzecze             | 337                 | 312            | 92,6                          |           |

## Gminy partnerskie
- Ustka – Polska (2007)
- Cierlicko – Czechy (2003)